# SONG TO SOUL
『SONG TO SOUL』（副題 「One piece of eternity 〜永遠の一曲〜」）は、BS-TBSで放送されているテレビ番組で、ヒットした名曲が生まれた源流や現場を、時空を遡るように紹介する音楽番組である。毎週火曜日の23:00 - 23:54か23:30 - 23:54に放送されていたが2020年9月29日の放送でレギュラー放送が終了、不定期の再放送となる以前は毎週日曜日の23:00 - 23:54に放送されていた。

## 概要
毎回、多くの人々の心に響き続けている古今東西の名曲のひとつに焦点をあて、その曲を流し、それが流行したときの音楽状況や時代風景を簡単に説明し、次に（ヒットしたのがカヴァー曲ならば、多くのカヴァー曲を紹介しつつ、その源となった元の曲へと遡り）、曲が生まれた時点に遡り、その曲が生まれた時の時代背景や、その曲を生みだしたアーティストの音楽的な魂のありかた、名曲誕生につながったアーティスト同士の出会い、その曲を生み出す瞬間にアーティストたちに起きた出来事　等々を、あたかも時空を遡るようにして紹介する番組である。濃密な調査やインタビューを行っているので、一種の「音楽ドキュメンタリー」とも言える番組である。
この番組は、名曲およびその誕生に関わった関係者（歌手、作詞家、作曲家、演奏家、スタジオエンジニア、プロデューサー 等々）について事前調査を行い、こうした人々への（主に本人自宅の一室や本人のスタジオ等での）インタビューを行い、名曲誕生の現場に居合わせた者ならではの生き生きとした描写や、そこにいた人しか知り得ないような秘話、関係者ならではの深みのある心理的分析・音楽的分析・音楽市場分析・裏話などを提供している。また当該アーティストのレコードやCDのジャケットの写真、ライブやコンサート等のDVDやBDの映像、PV映像、関連映画の映像なども流す。
この番組のために（CDからだけでなく）レコード原盤を音源としてあらためて音を収録するなど、曲を高音質で視聴者に届けることにもこだわっている。

## 構成
番組は毎回、イントロ映像の、蒼白い海の波打ち際に立ち水平線のかなたに視線を向ける男性の後ろ姿の映像に、カモメの鳴き声と波の音とピアノのおだやかな音色、LPレコードが並ぶオーディオ観賞部屋にいる男、いつのまにかレコードのジャケットになった「赤い夕日の海と男性の後ろ姿」の写真とターンテーブル上で回る「SONG TO SOUL」というタイトルのレコードの映像に、レコード再生が終わった状態で延々と聞こえる（今となっては、ノスタルジックにも聞こえる）「チッ...チッ...チッ...」という（レコード末尾、レコード中心部あたりの）周期的ノイズ音で始まる。
次に（聴いた曲をあらためて最初から聴くために）針を持ち上げ降ろす映像に、針がレコードに触れた小さなノイズ音が聞こえ、（いよいよ）その回にテーマとして取り上げる名曲が音響として流れ始め、名曲のレコード/CDのジャケット映像と、その曲が達成したレコード/CDの販売数やヒットランキングや作詞者・作曲者・歌手名など、簡単な説明が字幕で表示され、ヒット時にひとりひとりの視聴者が感じたであろう個人的印象や感情や思い出を想起させつつ、やがてナレーションが始まり、インタビュー映像や解説の映像が始まり、次第に深い内容になってゆく。
番組の最後には、その名曲を最初から最後までフルレングス（ノーカット）で聞かせ、原語の歌詞、（さらに、ほとんどの回で）日本語対訳歌詞も全て表示する。

## 歴史
TBSで「ザ・ベストテン」など数多くの音楽番組に関わっていた人物が発起人となって立ち上げた。何回もの鑑賞に耐える番組とはどういうものか？という話し合いの中で、一過性の情報番組ではない、本当に音楽の好きな人もしくは音楽業界の方も納得できるような内容の濃い番組を作ろう、という目的を据えて番組の企画が動き始めた。
2007年12月放送開始。BS番組で予算がかなり限られていたので、毎週放送はするものの、初期は一度放送したものの再放送をメインに放送し、時々新作を作り足す、という方法で番組を増やしていった。

## スタッフ等
- プロデューサー：澤井研志、寺内重孝
- ナレーション：磯部弘
- 撮影：榎本茂義
- 編集：高橋慎一郎
- 音響効果：中島克
- 製作：BS-TBS、TBS SPARKLE（旧・TBS VISION）

## 内容
- #1 「青い影」プロコル・ハルム
- #2 「イッツ・トゥー・レイト」キャロル・キング
- #3 「サウンド・オブ・サイレンス」サイモン&ガーファンクル
- #4 「結婚しようよ」吉田拓郎
- #5 「天国への階段」レッド・ツェッペリン
- #6 「我が心のジョージア」レイ・チャールズ
- #7 「アイドルを探せ」シルヴィ・バルタン
- #8 「ホテル・カリフォルニア」イーグルス
- #9 「孤独のメッセージ」ポリス
- #10 「花〜すべての人の心に花を〜」喜納昌吉とチャンプルーズ
- #11 「ホワッツ・ゴーイング・オン」マーヴィン・ゲイ
- #12 「ラ・バンバ」ロス・ロボス
- #13 「ジャンピン・ジャック・フラッシュ」ローリング・ストーンズ
- #14 「風に吹かれて」ボブ・ディラン
- #15 「ボヘミアン・ラプソディ」クイーン
- #16 「サー・デューク」スティービー・ワンダー
- #17 「イエスタデイ・ワンス・モア」カーペンターズ
- #18 「やさしく歌って」ロバータ・フラック
- #19 「アイム・ノット・イン・ラブ」10cc
- #20 「ラ・ヴィ・アン・ローズ」エディット・ピアフ
- #21 「素顔のままで」ビリー・ジョエル
- #22 「グッド・ヴァイブレーション」ビーチ・ボーイズ
- #23 「オーバー・ザ・レインボー」ジュディ・ガーランド／イズラエル・カマカヴィヴォオレ
- #24 「ハートに火をつけて」ドアーズ
- #25 「ホワイト・クリスマス」ビング・クロスビー
- #26 「ノー・ウーマン・ノー・クライ」ボブ・マーリィ
- #27 「ダニー・ボーイ」
- #28 「ダンシング・クイーン」ABBA
- #29 「ハートブレイク・ホテル」エルヴィス・プレスリー
- #30 「ウィル・ユー・ダンス」ジャニス・イアン
- #31 「カリフォルニア・シャワー」渡辺貞夫
- #32 「スモーク・オン・ザ・ウォーター」ディープ・パープル
- #33 「ザ・ウェイト」ザ・バンド
- #34 「アローン・アゲイン」ギルバート・オサリバン
- #35 「宇宙のファンタジー」アース・ウィンド＆ファイアー
- #36 「スカボロー・フェア／詠唱」サイモン＆ガーファンクル
- #37 「サティスファクション」ローリング・ストーンズ
- #38 「ラヴィン・ユー（英語版）」ミニー・リパートン
- #39 「ロング・トレイン・ランニン」ドゥービー・ブラザーズ
- #40 「アメリカン・パイ」ドン・マクリーン
- #41 「タイム・アフター・タイム」シンディ・ローパー
- #42 「素直になれなくて」シカゴ
- #43 「きみの友達」ジェイムス・テイラー
- #44 「雨を見たかい」クリーデンス・クリアウォーター・リヴァイヴァル
- #45 「ワイルドで行こう」ステッペンウルフ
- #46 「ウィアー・オール・アローン」ボズ・スキャッグス
- #47 「いとしのレイラ」デレク＆ザ・ドミノス
- #48 「ユア・ソング」エルトン・ジョン
- #49 「リヴィン・オン・ア・プレイヤー」ボン・ジョヴィ
- #50 「スタンド・バイ・ミー」ベン・E・キング
- #51 「She」エルヴィス・コステロ
- #52 「メロディ・フェア」ビージーズ
- #53 「ユー・リアリー・ガット・ミー」キンクス
- #54 「クリムゾン・キングの宮殿」キング・クリムゾン
- #55 「ユア・オンリー・ロンリー」J.D.サウザー
- #56 「哀愁のヨーロッパ（英語版）」サンタナ
- #57 「マイ・ハート・ウィル・ゴー・オン」セリーヌ・ディオン
- #58 「ドック・オブ・ベイ」オーティス・レディング
- #59 「君の瞳に恋してる」フランキー・ヴァリ
- #60 「サタデイ・ナイト」ベイ・シティ・ローラーズ
- #61 「ピンボールの魔術師」ザ・フー
- #62 「故郷へかえりたい」ジョン・デンバー
- #63 「恋はあせらず」スプリームス
- #64 「ジギー・スターダスト」デヴィッド・ボウイ
- #65 「アメイジング・グレイス」アレサ・フランクリン
- #66 「ジャンプ（英語版）」ヴァン・ヘイレン
- #67 「喜びの世界」スリー・ドッグ・ナイト
- #68 「朝日のあたる家」アニマルズ
- #69 「炎のランナー」ヴァンゲリス
- #70 「ドント・ストップ・ビリーヴィン」ジャーニー
- #71 「ブラック・マジック・ウーマン（英語版）／ジプシー・クイーン」サンタナ
- #72 「アイム・セクシー」ロッド・スチュワート
- #73 「ラウンドアバウト」イエス
- #74 「マシュ・ケ・ナダ」セルジオ・メンデス＆ブラジル'66
- #75 「夢のカリフォルニア」ママス&パパス
- #76 「ライオンは寝ている」トーケンズ
- #77 「ロックン・ロール・オール・ナイト」キッス
- #78 「ビー・マイ・ベイビー」ロネッツ
- #79 「愛がすべて」スタイリスティックス
- #80 「サンシャイン・ラヴ（英語版）」クリーム
- #81 「マイ・ウェイ」フランク・シナトラ
- #82 「アフリカ」TOTO
- #83 「ハイウェイ・スター」ディープ・パープル
- #84 「パープル・ヘイズ」ジミ・ヘンドリックス・エクスペリエンス
- #85 「愛はかげろうのように」シャーリーン
- #86 「胸いっぱいの愛を」レッド・ツェッペリン
- #87 「宇宙の彼方へ（英語版）」ボストン
- #88 「ボラーレ（英語版）」ジプシー・キングス
- #89 「輝く星座/レット・ザ・サンシャイン・イン」フィフス・ディメンション
- #90 「9to5 モーニング・トレイン（英語版）」シーナ・イーストン
- #91 「明日に架ける橋」サイモン＆ガーファンクル
- #92 「天国への階段 ジミー・ペイジ スペシャル」レッド・ツェッペリン
- #93 「セックス・マシーン」ジェイムズ・ブラウン
- #94 　〜Best Remix〜映画サウンドトラック
- #95 「明日なき暴走」ブルース・スプリングスティーン
- #96 「好きにならずにいられない」エルヴィス・プレスリー
- #97 「そよ風の誘惑」オリビア・ニュートン＝ジョン
- #98 「サウンド・オブ・サイレンス/スカボロー・フェア」サイモン&ガーファンクル
- #99 「プライベート・アイズ（英語版）」ダリル・ホール&ジョン・オーツ
- #100 「オー・シャンゼリゼ」ジョー・ダッサン
- #101 「ザ・リフレックス（英語版）」デュラン・デュラン
- #102 「魔法を信じるかい？（英語版）」ラヴィン・スプーンフル
- #103 「男と女」ピエール・バルー&ニコール・クロワジーユ（フランス語版）
- #104 「カーマは気まぐれ」カルチャー・クラブ
- #105 「ウィ・アー・ザ・ワールド」USAフォー・アフリカ
- #106 「青春の輝き」カーペンターズ
- #107 「オリノコ・フロウ（英語版）」エンヤ
- #108 「カリフォルニアの青い空」アルバート・ハモンド
- #109　 〜Best Remix〜 全米No.1ヒット 1960年代編
- #110 「ヴィーナス」ショッキング・ブルー
- #111 「ふられた気持」ライチャス・ブラザース
- #112 「デイドリーム・ビリーバー」モンキーズ
- #113 「ダイアナ」ポール・アンカ
- #114 「ダンシング・イン・ザ・ストリート（英語版）」マーサ&ザ・ヴァンデラス
- #115 R.I.P. Music Legends〜素晴らしい音楽は永遠に
- #116 ローリング・ストーンズ ブルースを語る ブルー＆ロンサムSP
- #117 「雨にぬれても」B.J.トーマス
- #118 「いとしのレイラ　ミューズ パティ・ボイドが語る」デレク&ザ・ドミノス
- #119 「Room335」ラリー・カールトン
- #120 「ヴァケイション（英語版）」コニー・フランシス
- #121 「恋のダウンタウン」ペトゥラ・クラーク
- #122 「ウォーク・ドント・ラン」ベンチャーズ
- #123 「スカイ・ハイ」ジグソー
- #124 「パワー・オブ・ラヴ」ヒューイ・ルイス&ザ・ニュース
- #125 「マイ・シャローナ」ザ・ナック
- #126 「ロック・タウンは恋の街（英語版）」ストレイ・キャッツ
- #127 「枯葉」ジュリエット・グレコ
- #128 「ラジオ・スターの悲劇」バグルズ
- #129 「ヒート・オブ・ザ・モーメント」エイジア
- #130 「タルカス」エマーソン・レイク&パーマー
- #131 「男が女を愛する時」パーシー・スレッジ
- #132 「甘い罠」チープ・トリック
- #133 「サムシング」ビートルズ
- #134 「クレイジー・トレイン（英語版）」オジー・オズボーン
- #135 「ガールズ・ジャスト・ワナ・ハヴ・ファン」シンディ・ローパー
- #136 「シェリーに口づけ」ミッシェル・ポルナレフ
- #137 「スターティング・オーヴァー」 ジョン・レノン
- #138 「渚のアデリーヌ」 リチャード・クレイダーマン[注 2]